# Episodi di NCIS - Unità anticrimine (quarta stagione)
La quarta stagione della serie televisiva NCIS - Unità anticrimine è stata trasmessa in prima visione assoluta negli Stati Uniti da CBS dal 19 settembre 2006 al 22 maggio 2007.
In Italia è stata trasmessa in prima visione assoluta su Rai 2, dal 2 settembre al 25 novembre 2007.
| nº | Titolo originale   | Titolo italiano              | Prima TV USA      | Prima TV Italia   |
| -- | ------------------ | ---------------------------- | ----------------- | ----------------- |
| 1  | Shalom             | Shalom                       | 19 settembre 2006 | 2 settembre 2007  |
| 2  | Escaped            | Il fuggitivo                 | 26 settembre 2006 | 2 settembre 2007  |
| 3  | Singled Out        | Selezione                    | 3 ottobre 2006    | 9 settembre 2007  |
| 4  | Faking It          | Partita aperta               | 10 ottobre 2006   | 9 settembre 2007  |
| 5  | Dead and Unburied  | Prestiti d'amore             | 17 ottobre 2006   | 16 settembre 2007 |
| 6  | Witch Hunt         | Caccia alla strega           | 31 ottobre 2006   | 16 settembre 2007 |
| 7  | Sandblast          | L'attentatore                | 7 novembre 2006   | 23 settembre 2007 |
| 8  | Once a Hero        | False verità                 | 14 novembre 2006  | 23 settembre 2007 |
| 9  | Twisted Sister     | Una terribile sorella        | 21 novembre 2006  | 30 settembre 2007 |
| 10 | Smoked             | Il mistero                   | 28 novembre 2006  | 30 settembre 2007 |
| 11 | Driven             | Guida a distanza             | 12 dicembre 2006  | 7 ottobre 2007    |
| 12 | Suspicion          | Sospetti                     | 16 gennaio 2007   | 7 ottobre 2007    |
| 13 | Sharif Returns     | Il ritorno di Sharif         | 23 gennaio 2007   | 14 ottobre 2007   |
| 14 | Blowback           | Trafficanti di morte         | 6 febbraio 2007   | 14 ottobre 2007   |
| 15 | Friends and Lovers | Amici e amanti               | 13 febbraio 2007  | 21 ottobre 2007   |
| 16 | Dead Man Walking   | Condannato a morte           | 20 febbraio 2007  | 21 ottobre 2007   |
| 17 | Skeleton           | Scheletri                    | 27 febbraio 2007  | 28 ottobre 2007   |
| 18 | Iceman             | L'uomo che venne dai ghiacci | 20 marzo 2007     | 28 ottobre 2007   |
| 19 | Grace Period       | Scrupoli                     | 3 aprile 2007     | 4 novembre 2007   |
| 20 | Cover Story        | Articolo da copertina        | 10 aprile 2007    | 4 novembre 2007   |
| 21 | Brothers in Arms   | Fratelli d'armi              | 24 aprile 2007    | 11 novembre 2007  |
| 22 | In the Dark        | Nell'oscurità                | 1º maggio 2007    | 11 novembre 2007  |
| 23 | Trojan Horse       | Il cavallo di Troia          | 8 maggio 2007     | 18 novembre 2007  |
| 24 | Angel of Death     | L'angelo della morte         | 22 maggio 2007    | 25 novembre 2007  |

## Shalom
- Titolo originale: Shalom
- Diretto da: William Webb
- Scritto da: John C. Kelley e Donald P. Bellisario

### Trama
Ziva, andando al lavoro, assiste a un attentato terroristico e riconosce un ex agente del Mossad che era ritenuto morto. Ingiustamente ricercata come autrice dell'attentato, Ziva non può fidarsi delle agenzie federali, quali l'FBI o la stessa NCIS, che hanno fatto muro contro di lei; persino il Mossad e il suo stesso padre emettono un ordine di cattura nei confronti della figlia. Solo Tony, ora a capo della squadra, non crede alla colpevolezza di Ziva e nell'ombra chiede la collaborazione dei colleghi per aiutarla.
Nascosta e impaurita, Ziva chiede aiuto a Gibbs, il quale è in congedo e si è ritirato in Messico assieme al suo amico e mentore Mike Franks. Gibbs, suo malgrado, decide di tornare a Washington e chiede il reintegro temporaneo al solo scopo di aiutare Ziva, con la quale ha un vecchio debito. Aiutata da Gibbs e da Tony, Ziva riesce a togliersi dagli impicci, ma ciò non basta a far restare Gibbs nella squadra.
- Altri interpreti: Muse Watson (Mike Franks), Liza Lapira (Agente speciale NCIS Michelle Lee), Brian Dietzen (Jimmy Palmer) , Sheila Frazier (Reporter ZNN Debra Green), Saba Homayoon (Faatin Amal), Paul Lacovara (Agente sicurezza Mossad), Eyal Podell (Namir Eschel), Susan Santiago (Camila Charo), Eli Danker (Agente Mossad Michael Bashan), Don Franklin (Agente FBI Ron Sacks).
- Ascolti Italia: telespettatori 2 689 000[3]

## Il fuggitivo
- Titolo originale: Escaped
- Diretto da: Dennis Smith
- Scritto da: Christopher Silber e Steven Binder

### Trama
Quando il sottufficiale Derick Poulson evade di prigione e chiede a Fornell di scagionarlo, quest'ultimo non può fare a meno di chiedere aiuto a Gibbs, visto che è insieme a lui che aveva arrestato il giovane. Gibbs torna quindi temporaneamente a capo della squadra per cercare il fuggitivo e catturarlo. Combattuto tra il suo istinto e i fatti, Gibbs dovrà fare i conti con un uomo che sembra prevenire ogni sua mossa. Aiutato da tutta la squadra, riesce a capire chi è il vero colpevole e ad apprezzare di nuovo il suo lavoro.
La puntata termina con un colpo di scena: Gibbs è tornato, è di nuovo seduto alla sua scrivania e porta un inedito e sorprendente paio di baffoni.
- Altri interpreti: Stephanie Mello (Tecnico NCIS Cynthia Sumner), Joe Spano (Agente FBI T.C. Fornell), Brian Dietzen (Jimmy Palmer), Liza Lapira (Agente speciale NCIS Michelle Lee), Courtney Gains (Gary Silverstin), Harriet Margulies (donna anziana), Janiece Jary (donna), Sarah Spiegel (donna giovane), Paul Clausen (uomo giovane), Payton Spencer (Emily Fornell), Mary Matilyn Mouser (Kelly Gibbs), Judyann Elder (Marny Mathers), Brandon Barash (Derrick Paulson), Wayne Pere (Stanley Springer), Hal Holbrook (Mickey Stokes).
- Ascolti Italia: telespettatori 3 060 000[3]

## Selezione
- Titolo originale: Singled Out
- Diretto da: Terrence O'Hara
- Scritto da: David J. North

### Trama
Viene ritrovata un'auto abbandonata, piena di tracce di sangue, intestata a una tenente della Marina scomparsa. La squadra dell'NCIS scopre che il tenente stava selezionando uomini, alla ricerca del compagno perfetto per lei, e che aveva in programma di partecipare a un seminario presso un hotel del luogo. Ziva vi si reca di nascosto per avere maggiori informazioni, mentre Ducky è impegnato nell'analisi dei profili degli uomini. Jenny fa a Tony un'offerta segreta.
- Altri interpreti: Heather Avery Clyde (Tenente Anne Sullivan (non accreditata)), Mieko Hillman (Jennifer Murphy), Mike Beaver (Larry West), Claire Coffee (Nikki Crawshaw), Daniel Hagen (Calvin Hopper), Misha Collins (Justin Farris), Seamus Dever (Graham Thomas).
- Ascolti Italia: telespettatori 2 862 000[4]

## Partita aperta
- Titolo originale: Faking It
- Diretto da: Thomas J. Wright
- Scritto da: Shane Brennan

### Trama
Un russo uccide un informatico americano. Quest'ultimo, infatti, lo aveva riconosciuto come uno dei ricercati più pericolosi. Mentre Ziva e McGee devono trovare il bossolo del proiettile tramite tracce di vomito, Gibbs chiama Mike Franks, che aveva indagato sull'indiziato tempo prima. Mike, per evitare che l'uomo sia rilasciato, finge di avere un nastro che lo incastra per traffico di armi. Tony, guardia del corpo di Mike, viene aggredito e Mike stesso viene rapito. In realtà, Mike ha aggredito Tony per poter far cadere un boss russo (capo del sospettato) nella sua trappola e ucciderlo. Gibbs interviene per aiutarlo.
- Altri interpreti: Muse Watson (Mike Franks), Armando Molina (Miguel Fernandez), V.J. Foster (Arkady Kobach), Nolan North (Agente Lou Giotti), Albie Selznick (Marty Allen), Ravil Isyanov (Nikolai Puchenko), Geoff Pierson (Roy Carver).
- Ascolti Italia: telespettatori 3 595 000[4]

## Prestiti d'amore
- Titolo originale: Dead and Unburied
- Diretto da: Colin Bucksey
- Scritto da: Nell Scovell

### Trama
Quando viene trovato il cadavere di un marine in una casa vuota, la squadra dell'NCIS scopre che era stato seppellito nel cortile dietro la casa e poi riesumato. Identificano la sua identità e scoprono che stava per essere dispiegato in Iraq, ma non si era mai presentato per la missione. L'investigazione li porta a una nuova traccia: il soldato aveva due fidanzate. Abby esegue i test sul DNA delle due donne. Infatti, l'assassino si rivela essere il marito della venditrice di quella casa, ovvero l'amante.
- Altri interpreti: Tom Kiesche (Bob Whitehead), Derek Webster (Capitano Stengel), Elisa Donovan (Rebecca Kemp), Rachel Boston (Siri Albert), Matt Winston (Rick Carvell), Rebecca Wisocky (Jody Carvell)
- Ascolti Italia: telespettatori 2 963 000[5]

## Caccia alla strega
- Titolo originale: Witch Hunt
- Diretto da: James Whitmore Jr.
- Scritto da: Steven Kriozere

### Trama
È Halloween e la squadra dell'NCIS è impegnata nell'indagine di un caso di rapimento. La figlia di un marine è stata rapita dopo che il rapitore ha attaccato il marine nella sua casa. L'indagine li porta al fatto che la coppia era separata. Decidono di concentrarsi sull'ex fidanzato della moglie, dopo aver scoperto che la donna aveva chiesto la separazione. Nel frattempo, McGee e Tony restano impressionati dal costume di Halloween di Abby.
- Altri interpreti: Cheryl White (Rebecca Biddle), Katie Amanda Keane (Laurie Niles), Brian Dietzen (Jimmy Palmer), Scott Michael Campbell (Robert Miller), Susan Diol (Dott. Leslie Burke), Graham Shiels (Martin Jansen), Garikayi Mutambirwa (Augie Breen), Robert Reinis (Drew Paragon), David Earnest (Sergente Erik Niles), Mary Matilyn Mouser (Kelly Gibbs), Kali Majors (Sarah Niles).
- Ascolti Italia: telespettatori 3 643 000[5]

## L'attentatore
- Titolo originale: Sandblast
- Diretto da: Dennis Smith
- Scritto da: Robert Palm

### Trama
Quando un colonnello della marina muore in un'esplosione in un campo da golf militare, la squadra dell'NCIS si trova a indagare su di un sospetto attacco terroristico con l'aiuto dell'Army Criminal Investigative Division (CID). La CIA gli dà un indizio per un magazzino abbandonato, ma risulta essere una trappola: il magazzino è predisposto per esplodere. McGee sfrutta le sue capacità informatiche per entrare nei file segreti del governo e scoprire la cellula terrorista.
- Altri interpreti: Susanna Thompson (Tenentre Colonnello Hollis Mann), Scottie Thompson (Jeanne Benoit), Enzo Cilenti (Mamoun Sharif), David Fabrizio (Colonnello Frederick Cooper), Arnell Powell (Abraham Moussalah), Blake Bashoff (Josh Cooper)
- Ascolti Italia: telespettatori 3 053 000[6]

## False verità
- Titolo originale: Once a Hero
- Diretto da: Thomas J. Wright
- Scritto da: Shane Brennan

### Trama
Quando un marine d'onore veterano viene ritrovato morto in un hotel, la squadra dell'NCIS deve scoprire cosa gli è successo. Presto si accorgono che il marine non si è suicidato e che era un senzatetto. Dopo aver cercato tra le sue cose, trovano delle prove compromettenti contro di lui e Gibbs è determinato a provare l'innocenza dell'uomo.
- Altri interpreti: Brian Dietzen (Jimmy Palmer), Liza Lapira (Agente Speciale Michelle Lee), Scottie Thompson (Jeanne Benoit), Ned Schmidtke (Membro del congresso Frank Getz), Laura P. Vega (Maria), Michael Gilden (Marty Pearson), Ming Lo (Davey Chen), Jonathan M. Woodward (Andy Nelson), Francesco Quinn (Luis Romero)
- Ascolti Italia: telespettatori 3 828 000[6]

## Una terribile sorella
- Titolo originale: Twisted Sister
- Diretto da: Terrence O'Hara
- Scritto da: Steven D. Binder

### Trama
McGee infrange le regole, rischiando il lavoro all'NCIS, per aiutare sua sorella Sara, che appare a casa sua disorientata e insanguinata. Mentre lavora per scoprire cos'è successo, la squadra dell'NCIS sta indagando su un caso di un marinaio, che è collegato in qualche modo alla sorella di McGee. Sia Tony che Abby sono impegnati con i loro problemi di cuore; intanto si scopre che McGee ha un altro segreto.
- Altri interpreti: Troian Bellisario (Sarah), Scottie Thompson (Jeanne Benoit), John Cabrera (Samuel Tate), April Matson (Carolyn), Katherine Bailess (Madison), Fidel Gomez (Jordan Block), Liza Lapira (Agente speciale Michelle Lee), Brian Dietzen (Jimmy Palmer).
- Curiosità: Troian Bellisario, l'attrice che interpreta (Sarah) è la sorella acquisita di Sean Murray, l'agente McGee, nonché figlia del produttore esecutivo della serie Donald P. Bellisario.
- Ascolti Italia: telespettatori 2 800 000[7]

## Il mistero
- Titolo originale: Smoked
- Diretto da: Dennis Smith
- Scritto da: John C. Kelley e Robert Palm

### Trama
Nella fornace di una base della marina viene ritrovato il corpo carbonizzato e mummificato di una persona scomparsa e ricercata, e l'NCIS deve collaborare con l'FBI. Il cadavere risulta essere quello di un serial killer. Entrambe le squadre visitano la famiglia dell'uomo e scoprono qualcosa di sconcertante. Inoltre, la squadra dell'NCIS deve affrontare il libro che McGee ha scritto su di loro, utilizzando personaggi inventati.
- Altri interpreti: David Dayan Fisher (Trent Kort), Scottie Thompson (Jeanne Benoit), Liza Lapira (Agente speciale Michelle Lee), Joe Spano (Agente FBI T.C. Fornell), Brian Dietzen (Jimmy Palmer), Marcella Lentz-Pope (Amy Bright), Rico Anderson (Rick Samson), Christopher Michael Moore (Miles Larson), Michael Gilden (Marty Pearson), Mandy June Turpin (Karen Bright), Don Franklin (Agente FBI Ron Sacks)
- Ascolti Italia: telespettatori 3 991 000[7]

## Guida a distanza
- Titolo originale: Driven
- Diretto da: Dennis Smith
- Scritto da: John C. Kelley, Ric Arthur e Nell Scovell
- Soggetto: John C. Kelley

### Trama
Un veicolo robotizzato di nome Otto, parte di un progetto ad alto livello del Dipartimento della Difesa, provoca la morte di un tenente della marina. Più tardi, quasi uccide Abby e la squadra dell'NCIS deve scoprire chi ha sabotato il veicolo ed ha assassinato il tenente. Nel frattempo, Ziva si accorge che Tony continua ad andare in ospedale.
- Altri interpreti: David Dayan Fisher (Trent Kort), Scottie Thompson (Jeanne Benoit), Brian Dietzen (Jimmy Palmer), Jennifer Lynne Wetzel (Tenente Roni Seabrook), Sandra Hess (Regine Smidt), Ajay Mehta (Parviz Najar), Corey Stoll (Martin Quinn), Deidrie Henry (Tracy Taylor), Kevin Alejandro (Jaime Jones), Peter Giles (Torsten Engler), Lawrence Pressman (Dott. Russell Pike)
- Ascolti Italia: telespettatori 2 855 000[8]

## Sospetti
- Titolo originale: Suspicion
- Diretto da: Colin Bucksey
- Scritto da: Shane Brennan

### Trama
Indagando sulla morte di una tenente, Gibbs scopre che la donna stava organizzando l'entrata negli USA di un collaboratore iracheno e di altri due stranieri.
- Altri interpreti: Mark Derwin, Brian Howe, Scottie Thompson (Jeanne Benoit), Lynsey Bartilson (Ruby Rae), Jon Curry, Cas Anvar (Masoud Tariq), John Beasley (Daryl Hardy), Victor Raider-Wexler.
- Ascolti Italia: telespettatori 3 945 000[8]

## Il ritorno di Sharif
- Titolo originale: Sharif Returns
- Diretto da: Terrence O'Hara
- Scritto da: Steven D. Binder

### Trama
Un terrorista in possesso di una sostanza chimica vuole contagiare la popolazione infettando banconote da un dollaro e l'NCIS deve impedirglielo.
- Ascolti Italia: telespettatori 3 020 000[9]

## Trafficanti di morte
- Titolo originale: Blowback
- Diretto da: Thomas J. Wright
- Scritto da: Christopher Silber, David J. North e Shane Brennan (soggetto); Christopher Silber (sceneggiatura)

### Trama
L'NCIS scopre che Charles Harrow vuole vendere il suo software per il controllo missilistico. Tra le tante immagini, si scopre che tra i principali acquirenti c'è la Grenouille.
- Ascolti Italia: telespettatori 3 658 000[9]

## Amici e amanti
- Titolo originale: Friends and Lovers
- Diretto da: Dennis Smith
- Scritto da: John C. Kelley

### Trama
Un uomo viene trovato morto dentro un ristorante in disuso. La vittima è stata uccisa con un veleno ricavato dall'oleandro. Durante le indagini, si scopre che la vittima non era altro che un serial killer che aveva già ucciso in passato nello stesso modo in cui è stato ucciso lui stesso. I colpevoli si scoprono essere il proprietario di un locale per VIP e un'accompagnatrice, che sarebbe stata la prossima vittima del serial killer.
- Ascolti Italia: telespettatori 3 114 000[10]

## Condannato a morte
- Titolo originale: Dead Man Walking
- Diretto da: Colin Bucksey
- Scritto da: Nell Scovell

### Trama
Un tenente della marina che lavora per la AIEA, ovvero l'ente delle nazioni unite per il controllo dell'energia atomica, incarica Gibbs di indagare su chi lo ha avvelenato. Durante le indagini, i sospetti cadono sul superiore del marine e su una sua collega ma, quando anche il suo superiore mostra i sintomi di avvelenamento da radiazioni, i sospetti cadono. Si scopre che l'agente è stato avvelenato tramite dei sigari con del tallio, utilizzato come veleno per topi, con la caratteristica di essere inodore, insapore e incolore. Il colpevole era un'altra sua collega di lavoro che lo ha avvelenato per non farlo partire per il prossimo impiego di lavoro, ignorando che, così facendo, lo avrebbe ucciso. Durante l'episodio è interessante l'attaccamento che nasce fra la vittima e Ziva: ogni mattina i due si incontravano durante il percorso di jogging, ma non si erano mai fermati per conoscersi e, alla conclusione della puntata, è ben visibile il rammarico da parte di entrambi di non averlo mai fatto.
- Ascolti Italia: telespettatori 4 179 000[10]

## Scheletri
- Titolo originale: Skeleton
- Diretto da: James Whitmore Jr.
- Scritto da: Jesse Stern

### Trama
In un cimitero militare viene alla luce un loculo con resti umani di persone diverse. L'NCIS deve scoprire chi sono le vittime e se tra loro c'è una connessione.
- Ascolti Italia: telespettatori 2 942 000[11]

## L'uomo che venne dai ghiacci
- Titolo originale: Iceman
- Diretto da: Thomas J. Wright
- Scritto da: Shane Brennan

### Trama
Il corpo di un marine congelato riprende vita sul tavolo operatorio di Ducky, e la squadra cerca di ricostruire gli ultimi giorni della vittima per capire cosa gli è successo e chi lo ha lasciato a morire di freddo. Le indagini portano a galla un viaggio che la vittima ha fatto a Baghdad usando un aereo merci e un collegamento con il passato di Gibbs.
- Ascolti Italia: telespettatori 3 847 000[11]

## Scrupoli
- Titolo originale: Grace Period
- Diretto da: James Whitmore Jr.
- Scritto da: John C. Kelley

### Trama
Una telefonata avverte l'NCIS di un attacco terroristico. Ma è una trappola, e per gli agenti accorsi sul posto non c'è scampo. Gibbs deve scoprire chi è il mandante.
- Ascolti Italia: telespettatori 2 775 000[12]

## Articolo da copertina
- Titolo originale: Cover Story
- Diretto da: Dennis Smith
- Scritto da: David J. North

### Trama
Durante le indagini su un caso di omicidio, McGee si accorge che ci sono molti punti in comune tra il delitto e il nuovo romanzo, non ancora pubblicato, a cui sta lavorando.
- Ascolti Italia: telespettatori 3 658 000[12]

## Fratelli d'armi
- Titolo originale: Brothers in Arms
- Diretto da: Martha Mitchell
- Scritto da: Steven D. Binder

### Trama
Il direttore Shepard accetta d'incontrare da sola un informatore che dovrebbe darle importanti informazioni. Ma l'uomo viene ucciso e l'NCIS deve capire chi è l'assassino.
- Ascolti Italia: telespettatori 3 140 000[13]

## Nell'oscurità
- Titolo originale: In the Dark
- Diretto da: Thomas J. Wright
- Scritto da: Steven D. Binder

### Trama
Un fotografo cieco scatta per caso una foto che riprende il cadavere di un marine. Per l'indagine, l'NCIS si affida alla speciale sensibilità di quell'uomo.
- Ascolti Italia: telespettatori 3 893 000[13]

## Il cavallo di Troia
- Titolo originale: Trojan Horse
- Diretto da: Terrence O'Hara
- Scritto da: Donald P. Bellisario e Shane Brennan

### Trama
Mentre Shepard è in Europa, Gibbs assume il comando dell'NCIS, ma abbandona presto la scrivania per occuparsi direttamente di un misterioso omicidio.
- Ascolti Italia: telespettatori 3 335 000[14]

## L'angelo della morte
- Titolo originale: Angel of Death
- Diretto da: Dennis Smith
- Scritto da: Donald P. Bellisario

### Trama
Al ritorno dall'Europa, Shepard sottopone tutti al test della macchina della verità. Intanto, un narcotrafficante prende Tony e Jeanne in ostaggio.
- Ascolti Italia: telespettatori 3 028 000[15]